# ادگار کوون
ادگار کوون (به انگلیسی: Edgar Cowan) سناتور سابق عضو حزب جمهوری‌خواه ایالات متحده آمریکا بود. وی در سال ۱۸۶۱ تا ۱۸۶۷ میلادی سناتور ایالت پنسیلوانیا در سنای ایالات متحده آمریکا بود.